# استونر راک
استونر راک (انگلیسی: Stoner rock)، که با نام‌های استونر متال (انگلیسی: Stoner metal) یا استونر دوم (انگلیسی: Stoner doom) نیز شناخته می‌شود، یک سبک تلفیقی موسیقی راک است که از ترکیب عناصر دوم متال با سایکدلیک راک و اسید راک به‌وجود آمده‌است. این ژانر در اوایل دههٔ ۱۹۹۰ ظهور کرد و گروه‌های کایس و اسلیپ پیشگامان آن بودند.

## مشخصات
استونر راک به‌طور معمول دارای سرعتی آهسته تا متوسط است و از صدایی با بیس سنگین، مملو از جریان ریتمیک و اعوجاج شدید، آواز ملودیک و تنظیمی «گذشته‌نگر» است. به‌دلیل شباهت‌هایی که بین استونر و اسلج متال وجود دارد، اغلب بین این دو سبک با یکدیگر ترکیب نیز می‌شوند. این ترکیب دارای ویژگی‌هایی از هر دو سبک است، اما به‌طور کلی فاقد فضای آرام استونر متال و کاربرد عناصر روانگردان است.
گروه‌هایی نظیر ویدیتر، های آن فایر و الکتریک ویزرد به‌طور خلاقانه‌ای به ترکیب هر دو با یکدیگر می‌پردازند.

### واژه‌شناسی
توصیف «استونر راک» ممکن است از عنوان آلبوم گردآوری‌شدهٔ رودرانر رکوردز با نام یکی را بسوزان! موسیقی برای استونرها محصول ۱۹۹۷ نشأت گرفته باشد. عنوان دیزرت راک (انگلیسی: Desert rock) نیز بعضاً به‌عنوان یک توصیف‌گر جایگزین استفاده می‌شود که توسط یک کارآموز در متئورسیتی رکوردز، در حدود زمانی که این ناشر آلبوم گردآوری‌شدهٔ استونر راک با نام به متئورسیتی خوش آمدید را در سال ۱۹۹۸ منتشر کرد، ابداع شد. با این حال، نمی‌توان آثار تمام گروه‌های استونر راک را تحت عنوان «دیزرت راک» توصیف کرد، زیرا گروه‌های تحت این زیرسبک بیشتر به ویژگی‌های هارد راک متمایل هستند.